# Beasts of Bourbon
Beasts of Bourbon a fost o formație australiană de rock alternativ, formată în 1983.

## Discografie
Soursă:

### Albume de studio
- The Axeman's Jazz (July 1984) Green, Big Time (BT 7032)
- Sour Mash (December 1988) Red Eye Records (REDLP 5)
- Black Milk (July 1990) Red Eye Records, Polydor (RED LP 12, 843 632-1)
- The Low Road (December 1991) Red Eye Records, Polydor (RED LP 26, 511 725-1) AUS #85
- Gone (January 1997) Red Eye Records, Polydor (RED CD58, 531 580-2) AUS No. 49[4]
- Little Animals (21 April 2007) Albert Productions (88697092052) AUS No. 44[4]

### Albume compilație
- Beyond Good and Evil (1999) Grudge Records, Red Eye Records, Universal Music (547947-2)
  - Beyond Good and Evil (1999) with a 5-track Bonus Live Disc (547948-2)

### Albume live
- From the Belly of the Beasts (January 1993) Red Eye Records, Polydor (RED LP 30, 517 501-2) AUS #85
- Europe 1992 (1994)
- Low Life (August 2005) Spooky Records (SPOOKY017)
- 30 Years On Borrowed Time (August 2013)

### Albume video
- From the Belly of the Beasts (January 1993) Polygram (0861283)

### EP-uri
- Just Right – limited edition maxi-single (1992)

### Single-uri
- "Psycho" (1984)
- "Hard Working Drivin' Man" (1988)
- "The Hate Inside" (1989)
- "Moanin' at Midnight" (1989)
- "Let's Get Funky" (1990)
- "You Let Me Down" (1990)
- "Word from a Woman to Her Man" (1990)
- "Chase the Dragon" (1991)
- "Just Right" (1992)